# شاپتسی
شاپتسی (به لاتین: Shoptsi) یک منطقهٔ مسکونی در بلغارستان است که در شهرستان کیرکوفو واقع شده‌است.